# Kaplanei 4 (Quedlinburg)

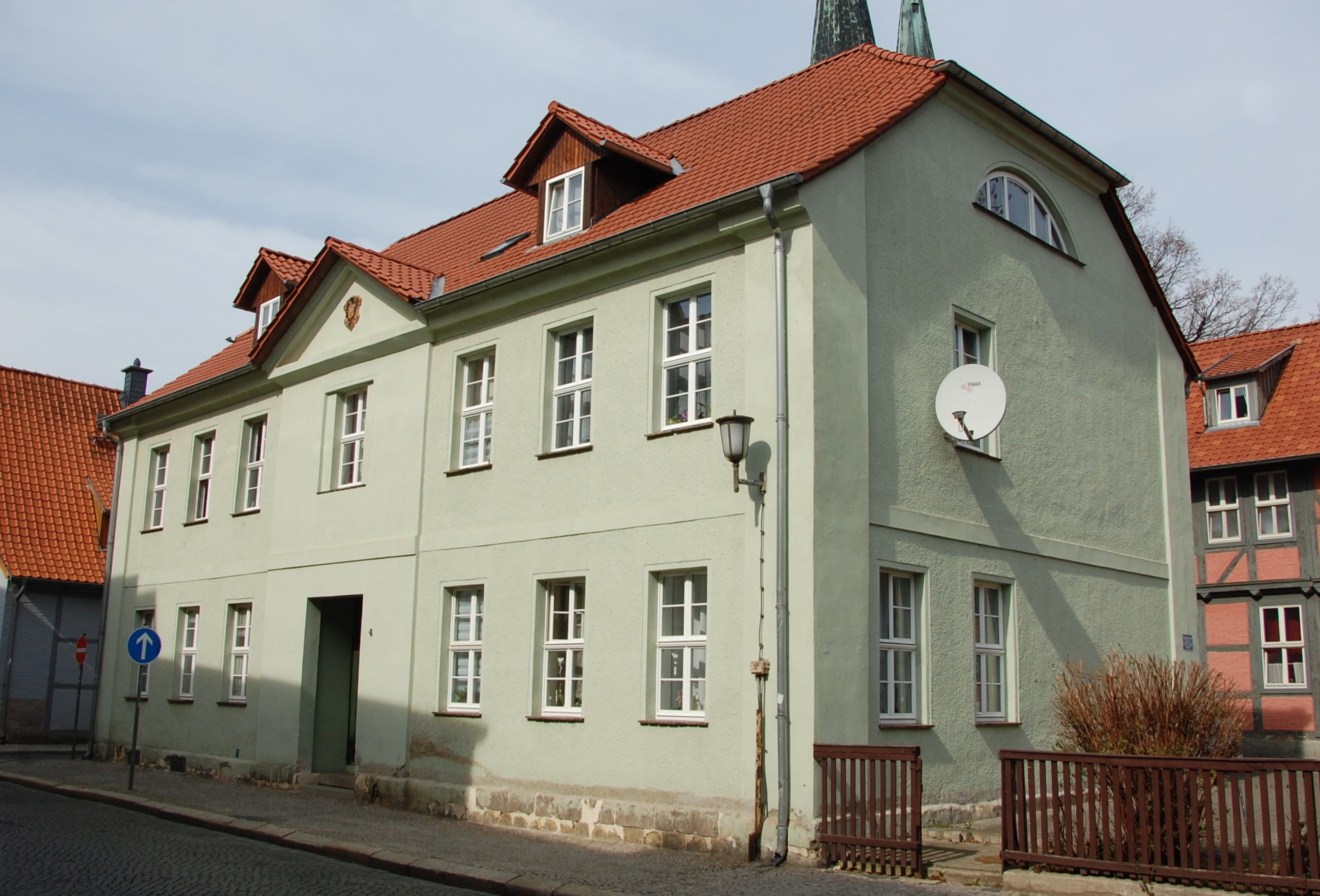
Kaplanei 4

Das Haus Kaplanei 4 ist ein denkmalgeschütztes Gebäude in der Stadt Quedlinburg in Sachsen-Anhalt.

## Lage
Es befindet sich in der historischen Quedlinburger Neustadt auf der Nordseite der Straße Kaplanei und ist im Quedlinburger Denkmalverzeichnis als Schule eingetragen.

## Architektur und Geschichte
Das herrschaftlich wirkende, zweigeschossige Gebäude wurde im Stil des Klassizismus in massiver Bauweise errichtet. Die Fassade ist in der Aufteilung drei-eins-drei symmetrisch gegliedert. Es besteht ein von einem Giebel bekrönter Mittelrisalit. In diesem Giebel befindet sich ein Stadtwappen. Darüber hinaus finden sich Ecklisenen. Bedeckt ist das Haus von einem Krüppelwalmdach.
Bemerkenswert ist die aus der Zeit um 1840 stammende Hauseingangstür.